# Dongyin
Dongyin (en chino: 東引) es una isla en el estrecho de Taiwán en la costa de Fujian. El municipio de Dongyin (chino:東引鄉; Deng-Ing-Hiong), compuesto por Dongyin y Siyin, es un municipio del condado de Lienchiang, provincia de Fujian, República de China (Taiwán).
El municipio fue originalmente parte del Condado de Loyüan antes de que el gobierno de la república china fuese traslado a Taiwán en 1949 tras la guerra civil china.
Es reclamado por el gobierno de la República Popular de China, como parte de la Provincia Luoyuan (罗源县) en la prefectura de Fuzhou (福州).